# Kraji svetovne dediščine v Alžiriji
Alžirija je dom sedmih Unescovih območij svetovne dediščine.
| Kraj                   | Slika | Lokacija                                                                                 | Kriterij                    | površina ha  | Leto vpisa | Opis |
| ---------------------- | ----- | ---------------------------------------------------------------------------------------- | --------------------------- | ------------ | ---------- | --- |
| Al Qal'a v Beni Hammad |       | provinca M'sila, · Alžirija · 35°48′50″N 04°47′36″E / 35.81389°N 4.79333°E               | Kulturno: (iii)             | 150 ha       | 1980       | Ruševine prve prestolnice hammadidskih emirjev, ustanovljene leta 1007 in porušene leta 1152. Mošeja, katere molilnica ima 13 hodnikov z osmimi obočnimi polami, je ena največjih v Alžiriji.                                                                               |
| Djémila                |       | provinca Sétif, · Alžirija · 36°19′14″N 5°44′12″E / 36.32056°N 5.73667°E                 | Kulturno: (iii)(iv)         | 31 ha        | 1982       | Djémila (prej znana kot Cuicul) je bilo rimsko mesto v goratem območju, ki je obsegalo forum, templje, bazilike, slavoloke in verske stavbe ter druge strukture, od katerih je bila vsaka prilagojena lokaciji 900 m nad morsko gladino.                                    |
| Kazba v Alžiru         |       | provinca Algiers, · Alžirija · 36°47′00″N 3°03′37″E / 36.78333°N 3.06028°E               | Kulturno: (ii)(v)           | 50 ha        | 1982       | Kazba v Alžiru je edinstveno islamsko mesto na sredozemski obali. Vsebuje ostanke citadele, srednjeveških mošej in osmanskih palač. |
| dolina M'Zab           |       | provinca Ghardaïa, · Alžirija · 32°29′00″N 3°41′00″E / 32.48333°N 3.68333°E              | Kulturno: (ii)(iii)(v)      | 4000 ha      | 1982       | Neokrnjen, tradicionalni človeški habitat so Ibaditi zgradili okoli pet ksour doline M'zab v 10. stoletju |
| Tassili n'Ajjer        |       | provinci Illizi in Tamanrasset, · Alžirija · 25°30′00″N 9°00′00″E / 25.50000°N 9.00000°E | Mešano: (i)(iii)(vii)(viii) | 7.200.000 ha | 1982       | Ogromna planota na robu Sahare, Tassili n'Ajjer, vsebuje več kot 15.000 jamskih gravur, ki beležijo podnebne spremembe, selitve živali in razvoj človeškega življenja, ki segajo od 6000 pr. n. št. do prvih stoletij n. št. Znan je tudi po erodiranih oblikah peščenjaka. |
| Timgad                 |       | provinca Batna, · Alžirija · 35°27′00″N 6°38′00″E / 35.45000°N 6.63333°E                 | Kulturno: (ii)(iii)(iv)     | 91 ha        | 1982       | Timgad, ki ga je ustanovil cesar Trajan leta 100 n. št. kot vojaško kolonijo, ima ulici kardo in dekuman, ki predstavljajo tipičen primer rimskega urbanističnega načrtovanja.                                                                                              |
| Tipasa                 |       | provinca Tipaza, · Alžirija · 36°32′00″N 2°22′00″E / 36.53333°N 2.36667°E                | Kulturno: (iii)(iv)         | 52 ha        | 1982       | Tipasa, ki je bila prej kartažansko trgovsko središče, so osvojili Rimljani in jo spremenili v vojaško oporišče. Najdišče priča tudi o paleokrščanskih in bizantinskih vplivih.                                                                                             |